# Sonali Kulkarni
Sonali Kulkarni (Pune, 3 novembre 1974) è un'attrice indiana.
Fin da piccola ha manifestato una forte propensione alla recitazione.
Parla bene tre lingue, l'hindi, il marathi e l'inglese e se la cava in altre tre (gujarati, italiano e tamil).
Ha esordito in un film di Kollywood dal titolo Cheluvi nel 1992.
Da allora ha recitato in oltre trenta pellicole, sia a Bollywood che in Occidente, tra cui il film italiano Fuoco su di me, grazie al quale ha imparato l'italiano e vinto il premio come Migliore Attrice al Milano Film Festival.

## Filmografia
- Cheluvi, regia di Girish Karnad (1992)
- May Madham, regia di VenusBalu (1994)
- Mukta, regia di Jabbar Patel (1994)
- Vrindavan Film Studios, regia di Lamberto Lambertini (1995)
- Daayraa, rea di Amol Palekar (1996)
- Doghi, regia di Sumitra Bhave e Sunil Sukthankar (1996)
- Bandh Jharoke, regia di Prema Karanth (1997)
- Gharabaher, regia di Sanjay Soorkar (1999)
- Kairee, regia di Amol Palekar (1999)
- Jahan Tum Le Chalo, regia di Desh Deepak (1999)
- Mission Kashmir, regia di Vidhu Vinod Chopra (2000)
- Dr. Babasaheb Ambedkar, regia di Jabbar Patel (2000)
- Pyaar Tune Kya Kiya..., regia di Rajat Mukherjee (2001)
- Dil Chahta Hai, regia di Farhan Akhtar (2001)
- Dil Vil Pyar Vyar (2002)
- Agni Varsha (2002)
- Kitne Door Kitne Paas (2002)
- Junoon (2002)
- Danav (2003)
- Matrimoni e pregiudizi (2004)
- Devrai (2004)
- Hanan (2004)
- Silence Please... The Dressing Room (2004)
- White Rainbow (2005)
- Fuoco su di me (2005)
- I See You, regia di Vivek Agrawal (2006)
- Darna Zaroori Hai (2006)
- Taxi Number 9211 (2006)
- Strangers (2007)
- Singham (2011)